# North Hills (Virginia Occidental)
North Hills es un pueblo ubicado en el condado de Wood en el estado estadounidense de Virginia Occidental. En el Censo de 2010 tenía una población de 832 habitantes y una densidad poblacional de 575,69 personas por km².

## Geografía
North Hills se encuentra ubicado en las coordenadas 39°19′6″N 81°30′39″O / 39.31833, -81.51083. Según la Oficina del Censo de los Estados Unidos, North Hills tiene una superficie total de 1.45 km², de la cual 1.43 km² corresponden a tierra firme y (1.25%) 0.02 km² es agua.

## Demografía
Según el censo de 2010, había 832 personas residiendo en North Hills. La densidad de población era de 575,69 hab./km². De los 832 habitantes, North Hills estaba compuesto por el 92.31% blancos, el 2.04% eran afroamericanos, el 0% eran amerindios, el 4.57% eran asiáticos, el 0% eran isleños del Pacífico, el 0.24% eran de otras razas y el 0.84% pertenecían a dos o más razas. Del total de la población el 0.96% eran hispanos o latinos de cualquier raza.